# Holly Hill (Floryda)
Holly Hill – miasto w Stanach Zjednoczonych, w stanie Floryda, w hrabstwie Volusia.